# Mažeikiai
Mažeikiai anhörenⓘ (polnisch Możejki; deutsch Moscheiken) ist eine Stadt und Sitz der gleichnamigen Rajongemeinde im Nordwesten Litauens.

## Stadt
Im 16. Jahrhundert wird ein Dorf Mažeikiai erwähnt, das 1868 mit Beginn des Aufbaus der Eisenbahnlinie Liepāja-Romny und des Bahnhofs die Grundlage für eine Siedlung war, die sich später zu einer Stadt erweitert hat. 1905 wurde Mažeikiai eine Pfarre und schon vor dem Ersten Weltkrieg eine Stadt. Ende 1919 zog die Kreisverwaltung aus Seda nach Mažeikiai um.
Der Bahnhof Mažeikiai liegt an den 1873 fertiggestellten Bahnstrecken von Mažeikiai nach Jelgava und Riga sowie an der nach Šiauliai.
Das polnische Mineralölunternehmen PKN Orlen kaufte am 9. Juni 2006 für 852 Millionen Dollar 30,66 % der Geschäftsanteile an Mažeikių Nafta, der einzigen Raffinerie in den baltischen Staaten. Es entstand ORLEN Lietuva.
Heute ist Mažeikiai die achtgrößte Stadt Litauens.
Der FK Mažeikiai ist der bedeutendste Fußballverein der Stadt.
In der Stadt befindet sich das Kreisgericht Mažeikiai (Gericht der 1. Instanz).

## Bauwerke

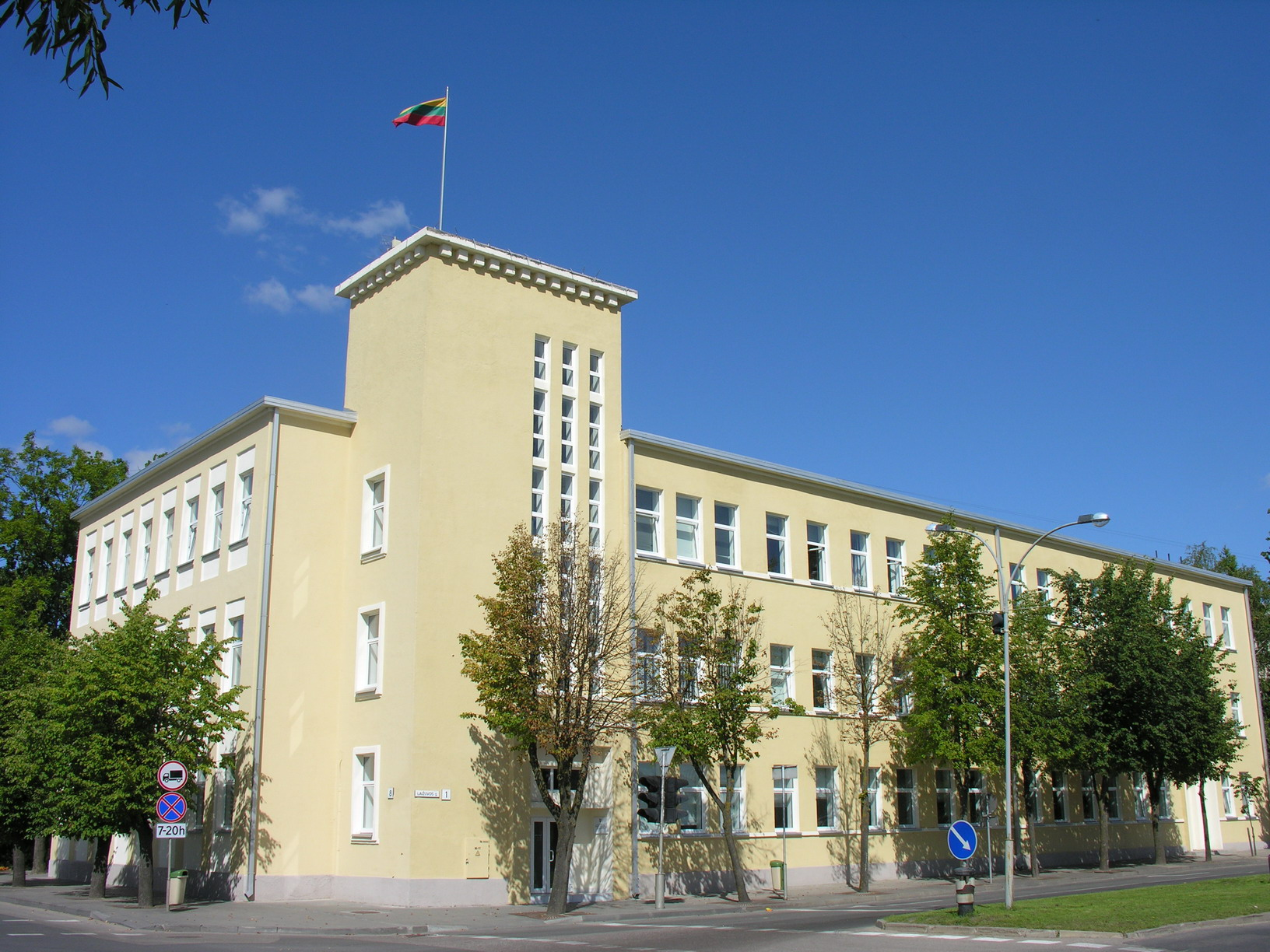
Rathaus Mažeikiai
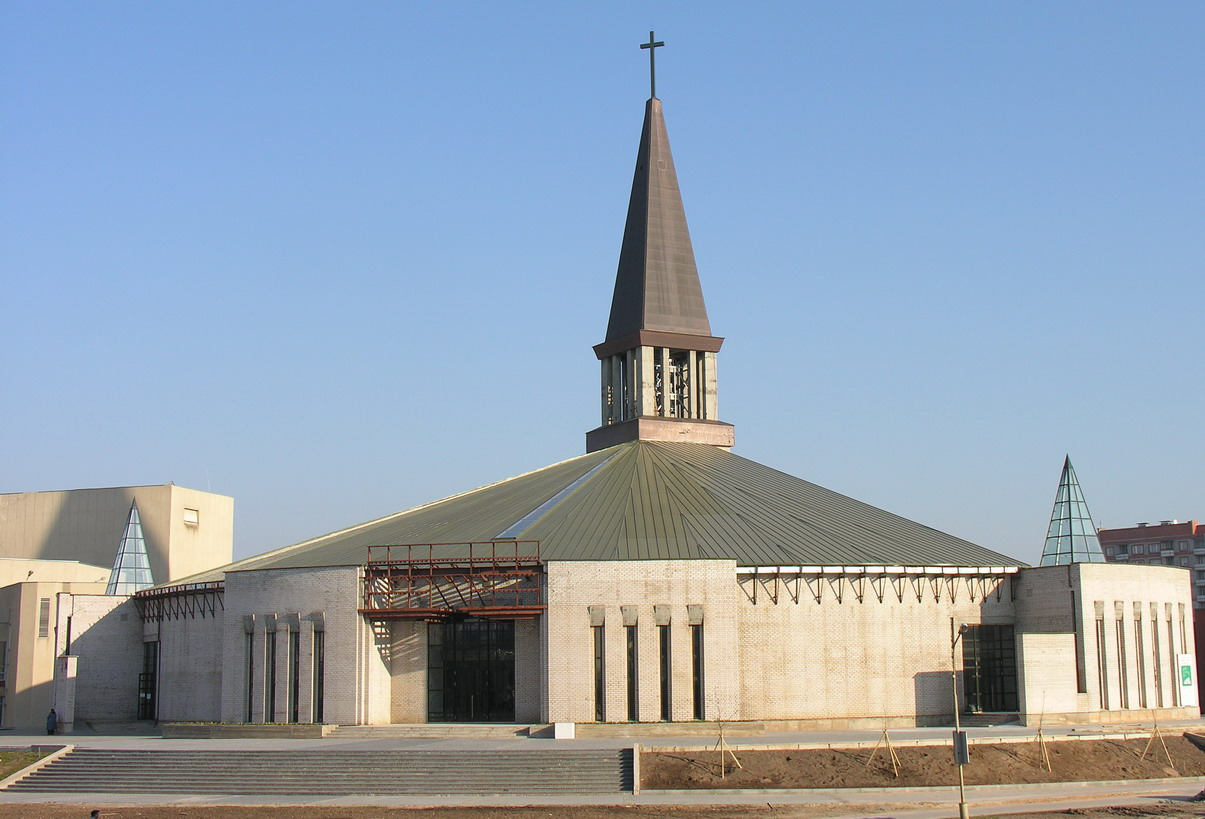
Katholische Kirche des Heiligen Franziskus von Assisi in Mažeikiai, von 1996 bis 2005 errichtet
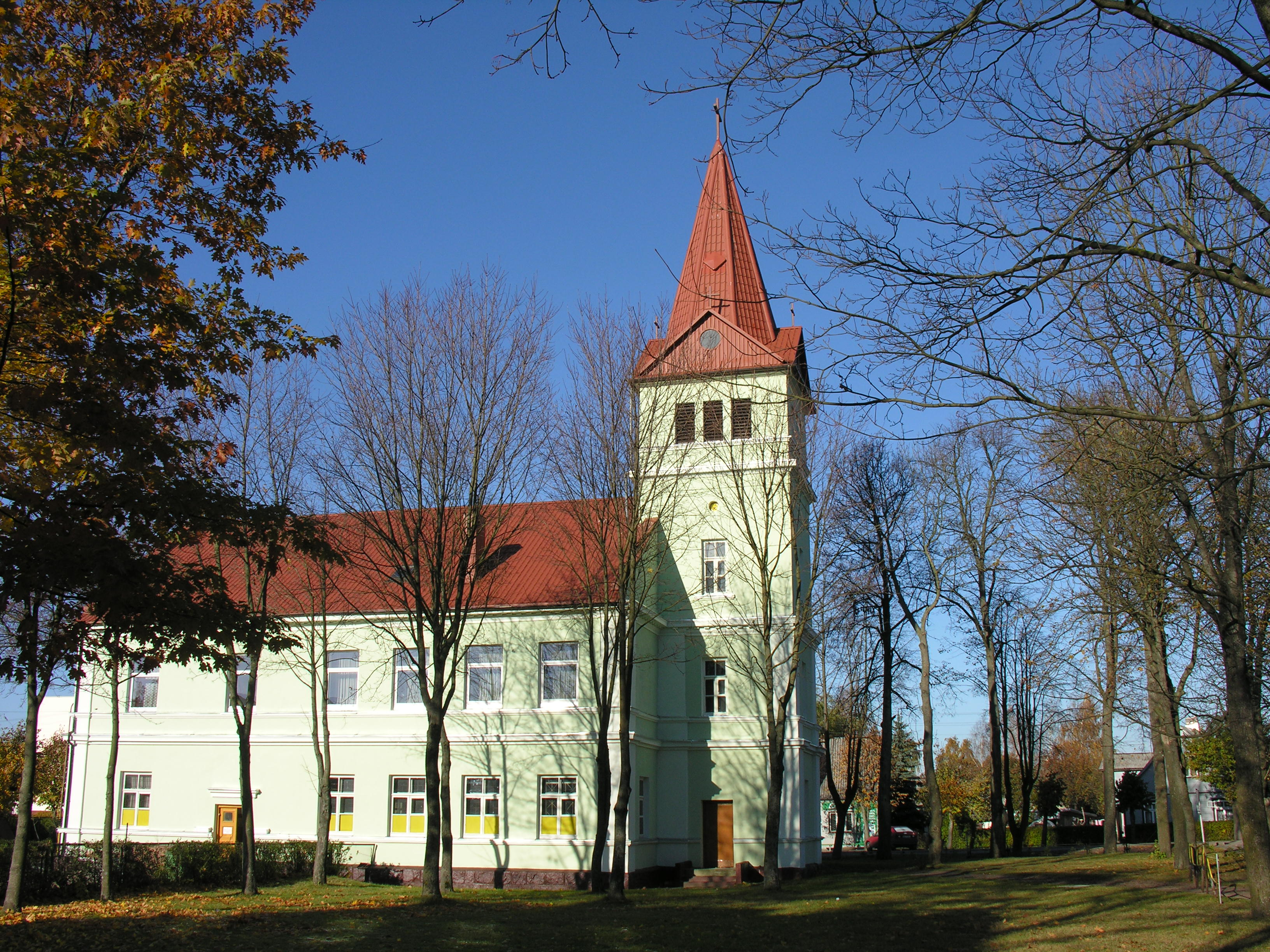
Evangelisch-Lutherische Kirche, erbaut von 1908 bis 1910, nach dem Zweiten Weltkrieg umgebaut
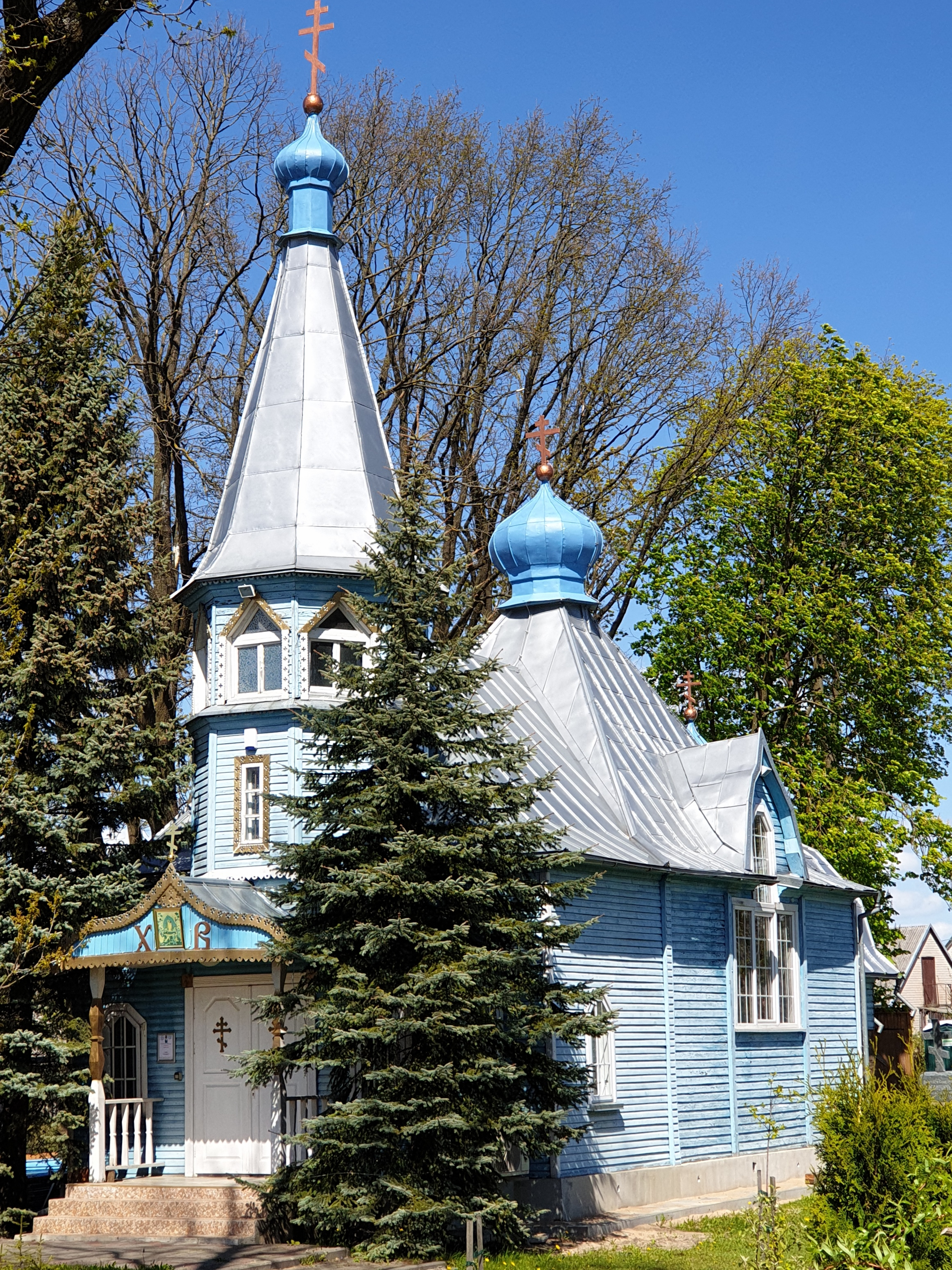
Orthodoxe Kirche Mariä Himmelfahrt der Gottesmutter von Mažeikiai, Holzbau von 1933
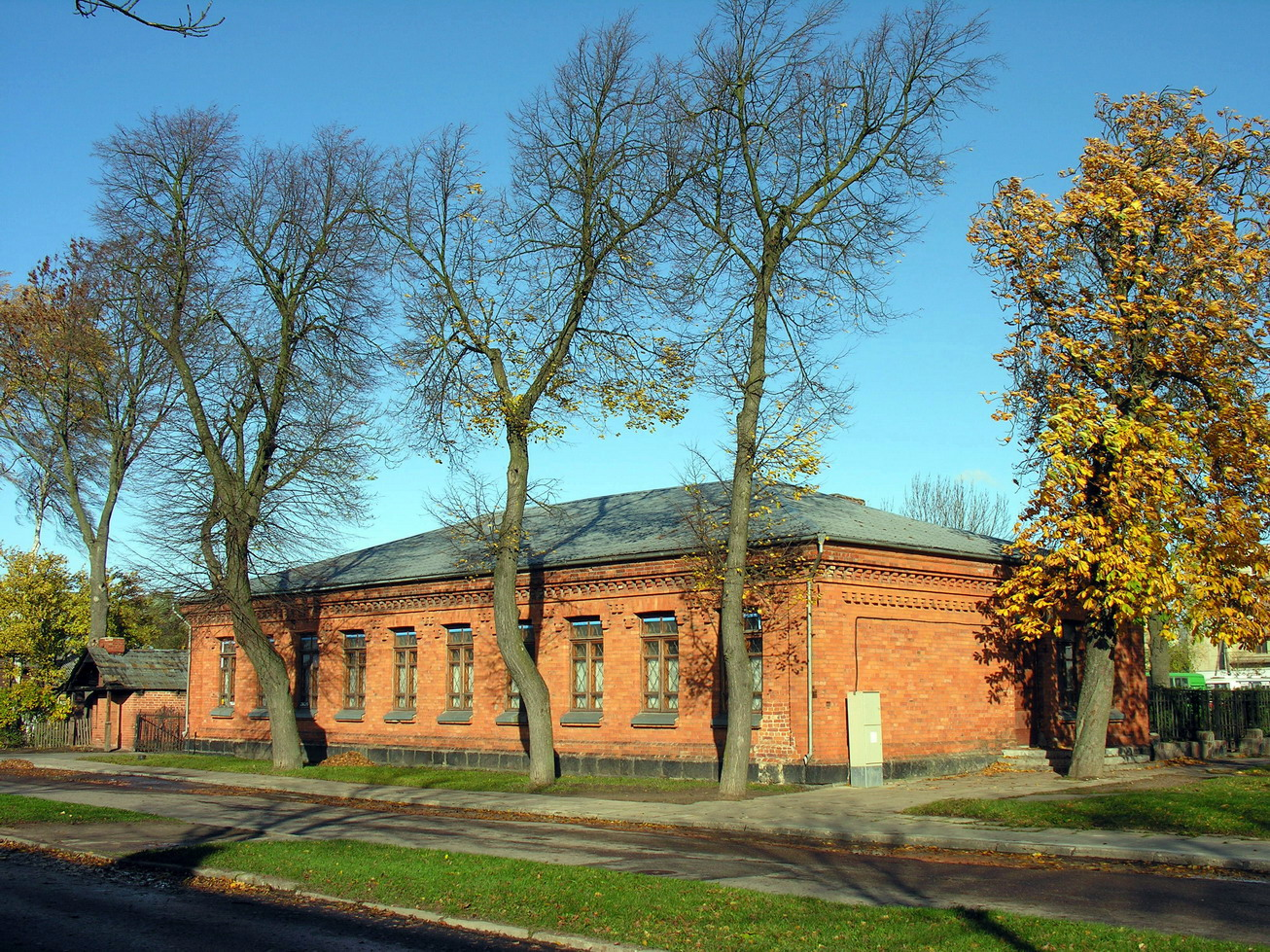
Gebäude des litauischen Militärkommandos der Zwischenkriegszeit in Mažeikiai
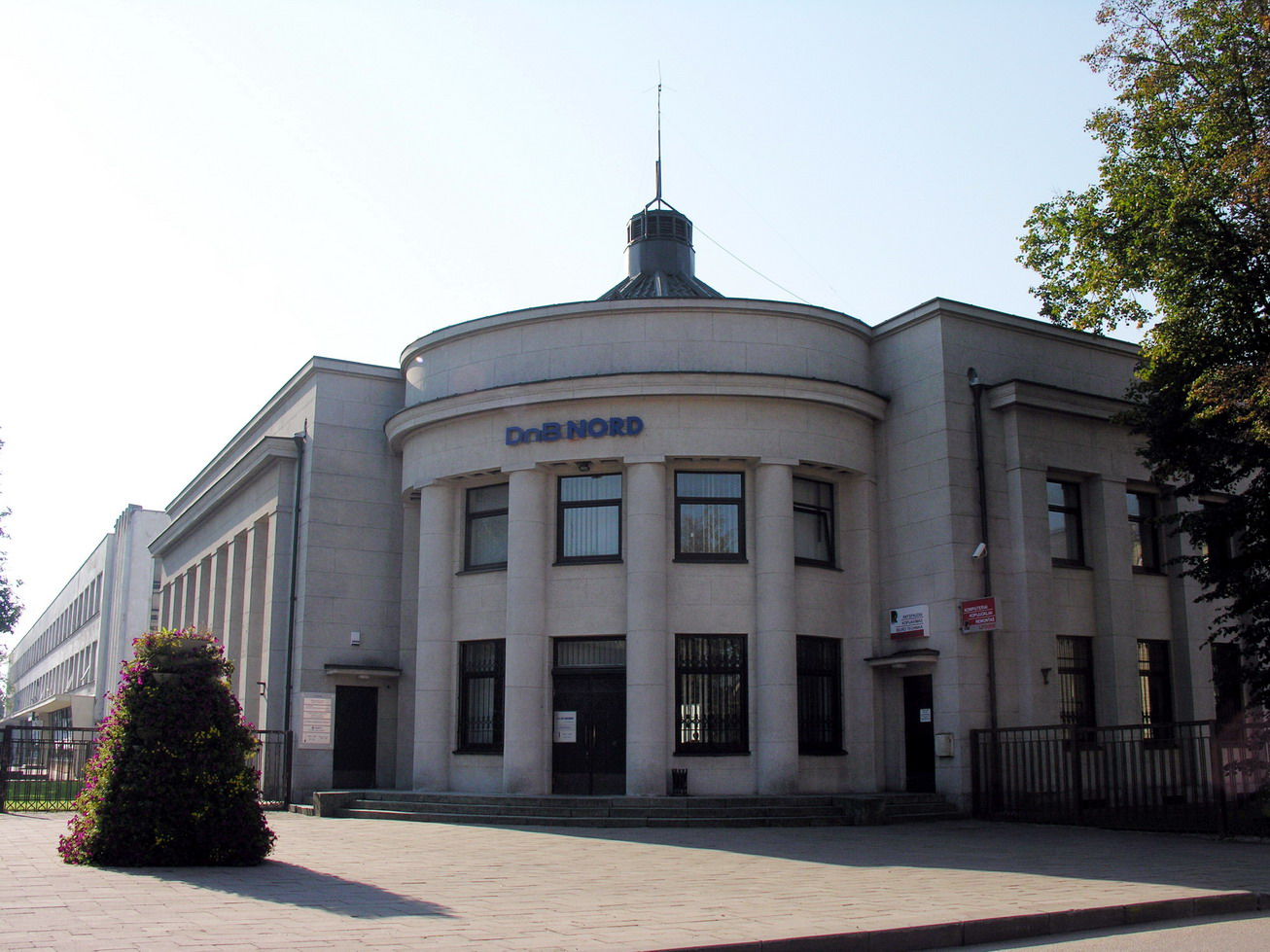
Von 1937 bis 1938 erbautes Bankgebäude in Mažeikiai
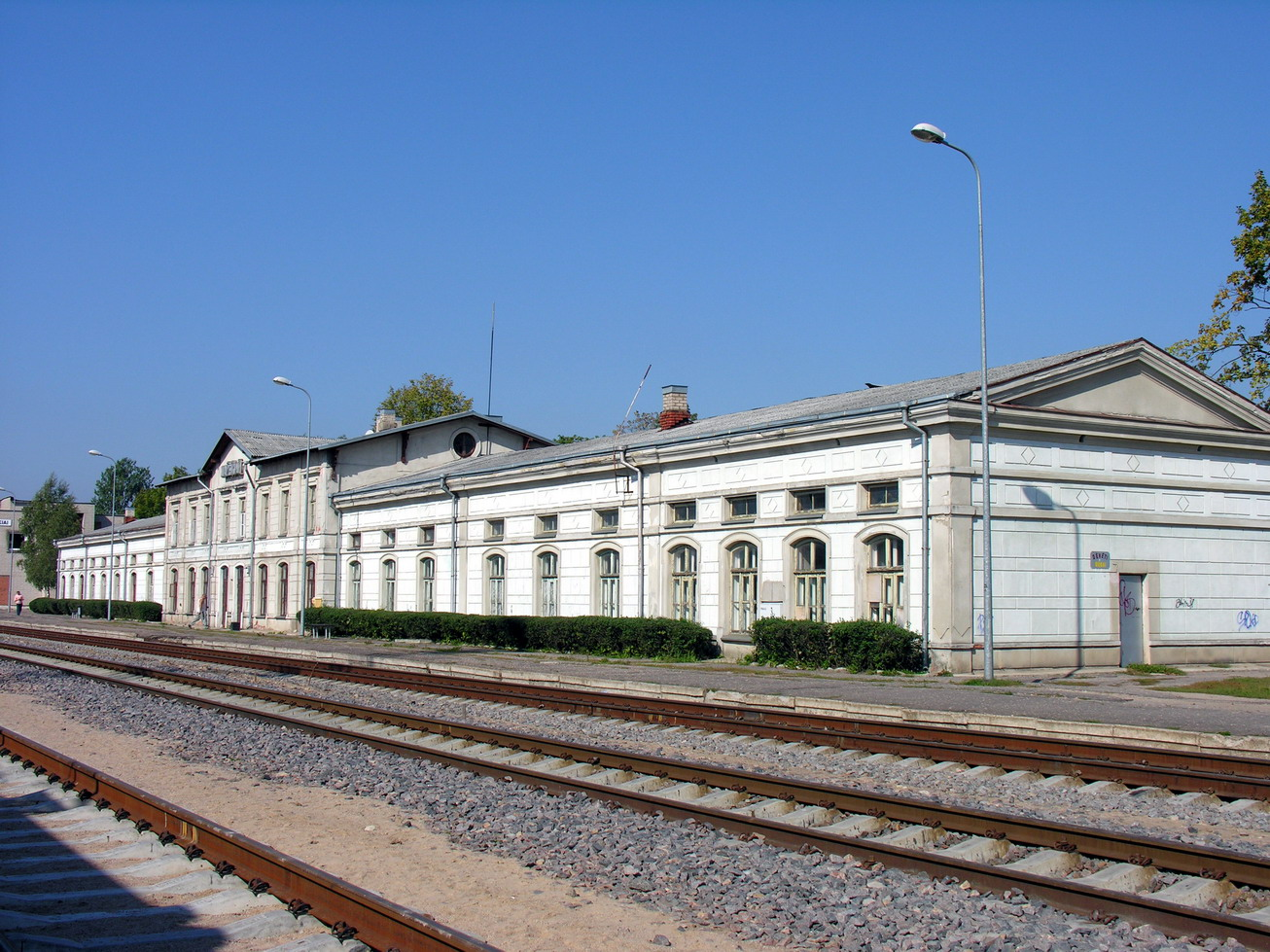
Bahnhof Mažeikiai

## Rajongemeinde
Die Rajongemeinde Mažeikiai umfasst 3 Städte, 5 Städtchen, 191 Dörfer.
Sie ist eingeteilt in 9 Amtsbezirke (seniūnijos).

## Persönlichkeiten
- Kārlis Zāle (1888–1942), Bildhauer
- Anicetas Lupeika (* 1936), Kommunalpolitiker
- Romualdas Granauskas (1939–2014), Schriftsteller und Dramaturg
- Albertas Valys (* 1953), Jurist, Rechtsanwalt und Politiker
- Vytautas Mikalauskas (* 1955), Regisseur und Politiker
- Bronius Kryžius (* 1960), Politiker
- Kęstutis Bartkevičius (* 1961), Politiker
- Aloyzas Kveinys (1962–2018), Schachspieler
- Saulius Lapėnas (* 1962), Politiker
- Rūta Matulaitienė (* 1976), Politikerin, Bürgermeisterin der Rajongemeinde Mažeikiai
- Linas Jonauskas (* 1979), Politiker
- Renaldas Seibutis (* 1985), Basketballspieler
- Rokas Jokubaitis (* 2000), Basketballspieler